# Siparuna sessiliflora
Siparuna sessiliflora là một loài thực vật có hoa trong họ Siparunaceae. Loài này được (Kunth) A.DC. miêu tả khoa học đầu tiên năm 1868.